# Yuxiang
La sauce yuxiang (chinois simplifié : 鱼香 ; littéralement « saveur de poisson ») est une préparation typique de la cuisine chinoise, et plus particulièrement celle du Sichuan. Il s'agit d'un mélange de sauce soja, vinaigre, ail, sucre, amidon, doubanjiang et piments. En dépit de son nom, la sauce ne contient aucun poisson ou dérivé de poisson.

## Utilisation
Les plats à base de sauce yuxiang se trouvent de nos jours dans toute la Chine et sont à base de viande ou de légumes. On ajoute alors le nom de cet ingrédient comme suffixe, par exemple :
- yuxiang rousi (魚香肉絲) : lanières de porc à la sauce yuxiang ;
- yuxiang qiezi (魚香茄子) : aubergines à la sauce yuxiang ;
- yuxiang niunan (魚香牛腩) : bœuf mijoté à la sauce yuxiang.